# Dreamer (Zhi-Vago)
Dreamer is een nummer van de Duitse danceact Zhi-Vago uit 1996.
Het nummer was de opvolger van de hit Celebrate (the Love). "Dreamer" was echter niet zo succesvol als de voorganger. Zo bereikte het de 49e positie in thuisland Duitsland. In Nederland bereikte het nummer helemaal geen hitlijsten, terwijl in Vlaanderen de 16e positie in de tipparade werd gehaald.